# Tsui Hark

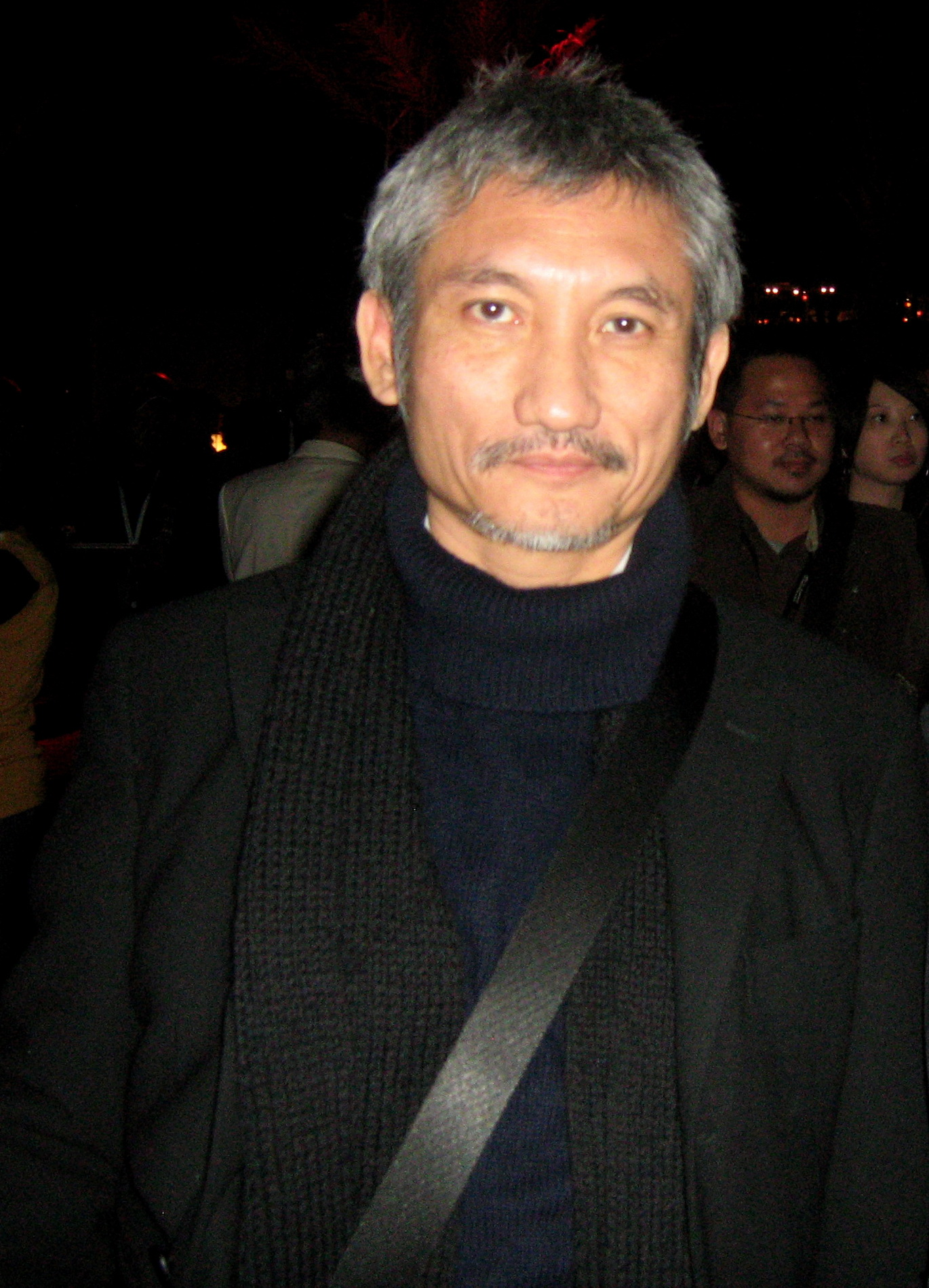
Tsui Hark på Dubai Film Fest 2008.

Tsui Hark (徐克), född 15 februari 1950 i Vietnam, är en hongkongesisk filmregissör och filmproducent. Tillsammans med sin fru Nansun Shi, som producerat många av hans filmer, grundade han produktionsbolaget Film Workshop 1984.

## Filmografi (urval)
- Zu: The Warriors from the Magic Mountain (1983)
- Once Upon a Time in China (1991)
- Green Snake (1993)
- Svärdet (The Blade) (1995)